# Kompas
Kompas est un quotidien indonésien publié par le groupe Kompas Gramedia depuis le 28 juin 1965.
Kompas gère également le portail en ligne kompas.id, qui contient des informations mises à jour et la version numérique du document.

## Histoire
L'idée de cette publication a été suggéré pour la première fois par le général Ahmad Yani, alors commandant de l' armée indonésienne, à Frans Seda, ministre du gouvernement et chef du parti catholique. Yani a encouragé Seda à publier un journal représentatif de la faction du parti catholique afin de contrer la propagande du parti communiste indonésien (PKI).
Seda a alors soumis l'idée à ses amis PK Ojong et Jakob Oetama. Ojong a ensuite accepté de prendre en charge le projet et Oetama est devenu son premier rédacteur en chef. Plus tard, la mission du journal a été modifiée pour devenir indépendante et libre de toute faction politique.
La publication s'appelait initialement Bentara Rakyat (People's Herald). À la suggestion du président Soekarno, il a été renommé Kompas (Compass), en tant qu'instrument d'orientation.
Kompas a commencé la publication le 28 juin 1965 à partir d'un bureau situé au centre de Jakarta. Son tirage passe de 4 800 exemplaires en 1965 à environ 500 000 en 2014. Depuis 1969, il est le plus grand journal national indonésien en Indonésie. Kompas a atteint son pic de tirage en 2004, atteignant environ 530 000 exemplaires par jour et son édition dominicale, 610 000 exemplaires. Le lectorat totalise environ 2,25 millions. En 2014, son tirage a atteint 507 000 exemplaires, dont 66% dans le Grand Jakarta.
Comme beaucoup de grands quotidiens, Kompas est divisé en trois parties principales : une partie avant contenant des informations nationales et internationales, une section affaires et finance et une section sports.
Kompas présente chaque dimanche les bandes dessinées Benny &amp; Mice et Panji Koming.
En 1988, Kompas est le premier journal à avoir essayé d'envoyer des informations par Internet. À cette époque, Internet n'était pas très populaire en Indonésie. La distribution de nouvelles sur Internet a été effectuée pour la première fois par la division des sports du journal en septembre 1988, alors qu'elle couvrait les Jeux olympiques de Séoul la même année. En 1993, alors qu'il couvrait les Jeux d'Asie du Sud-Est à Singapour, Kompas est le premier journal indonésien à envoyer une photo par Internet.
Le 14 septembre 1995, sa division de nouvelles sur Internet, kompas.com, est née sous le nom de Kompas Online. À ce moment-là, le site Web utilise le domaine.co.id avant de passer au domaine.com un an plus tard En 1998, Kompas Online a été renommé Kompas Cyber Media., puis à nouveau en 2008 sous le nom Kompas.com. Outre la nouvelle image de marque, la division actualités Internet utilise toujours le domaine www.kompas.com à ce jour.

## Circulation
Kompas a commencé son premier numéro avec un tirage de 4 800 exemplaires. Depuis 1969, le journal domine les ventes à l'échelle nationale. En 2004, le tirage quotidien atteignait 530 000 exemplaires, l’édition spéciale du dimanche atteignant même 610 000 exemplaires. Les lecteurs de Kompas devraient atteindre 2,25 millions de personnes en Indonésie. L' édition imprimée de Kompas a un tirage moyen de 500 000 exemplaires par jour, avec un nombre moyen de lecteurs atteignant 1 850 000 personnes par jour.
Le quotidien est distribué dans toutes les régions de l’Indonésie. Avec un tirage moyen de 500 000 exemplaires par jour et 600 000 exemplaires pour l'édition de dimanche, Kompas n'est pas seulement le plus important média imprimé en circulation en Indonésie, mais aussi le plus important journal en circulation en Asie du Sud-Est Depuis l'introduction de l'iPad, Kompas a été le premier média imprimé en Asie à créer sa propre version de journal numérique pour iPad..

## Sections régionales
La première section régionale publiée par le quotidien concernait Java oriental en 2003. Viennent ensuite le centre de Java, Yogyakarta, Java occidental et deux autres sections régionales de Sumatra. Cependant, en janvier 2011, le journal a fermé des sections régionales et est revenu à une édition uniforme à l'échelle nationale. Aucune raison claire n'a été donnée pour l'action.